# 아치 에너미
아치 에너미(영어: Arch Enemy)는 스웨덴의 데스 메탈, 멜로딕 데스 메탈 밴드이다.

## 개요
당시 영국 데스 메탈 밴드인 카르카스 출신이자 기타, 보컬 리스트인 마이클 아모트와 그의 남동생인 크리스토퍼 아모트와 함께 1996년에 결성했다. 이후 프레데릭 노스토롬, 다니엘 에란드손, 요한 릴바를 영입한 이후 현재의 그룹명으로 정하고 멜로딕 데스 메탈 밴드로 성장하기 시작했다. 결성 초기에 Black Earth 음반을 발매했다. 1집에서 마이클 아모트가 베이스를 담당 했으나 이후 탈퇴하고 마틴 벵슨을 영입하게 되었다.
1998년에 2집인 Stigmata를 발표하면서 후발 밴드에 불구하고 높은 수준의 완성도를 가진 곡들로 지명도를 확대하게 되었고 1999년에 3집인 Burning Bridges란 음반을 발표했다. 2001년에 보컬 리스트인 요한 릴바가 탈퇴로 독일 출신의 보컬 리스트인 안젤라 고소우를 영입하게 되었다. 같은 해 6월에 아시아 최초로 대한민국과 일본에서 4집 음반인 Wages of Sin을 발매하게 되었다.
2003년에 5집 음반인 Anthems of Rebellion를 발매한데 이어 2005년에 6집 음반인 Doomsday Machine이 발매했다. 2007년에 7집 음반인 Rise of the Tyrant을 비롯해 2008년에 Tyrants of the Rising Sun를 발매를 했으며 2년간 공백기를 거쳤다가 2011년에 Khaos Legions를 발매했다.
2014년에 안젤라 고소우가 탈퇴 하면서 캐나다 출신이자 더 어고니스트의 보컬 리스트인 알리사 화이트 글루즈를 영입한데 이어 같은 해 3월에 War Eternal 음반을 발매했다.

## 구성원
- 마이클 아모트 - 키보드, 기타, 보컬
- 다니엘 에어란트슨 - 드럼
- 샬리 디안젤로 - 베이스
- 알리사 화이트 글루즈 - 보컬
- 제프 루미스 - 기타

### 이전 구성원
아치 에너미 결성 때부터 밴드를 거쳐갔던 구성원들이다.
- 안젤라 고소우 - 보컬
- 크리스토퍼 아모트 - 키보드, 기타, 보컬
- 프레드릭 오케손 - 키보드, 기타, 보컬
- 요한 리브하 - 보컬
- 마르틴 벵슨 - 베이스
- 피터 윌도어 - 드럼
- 닉 코델 - 키보드, 기타, 보컬

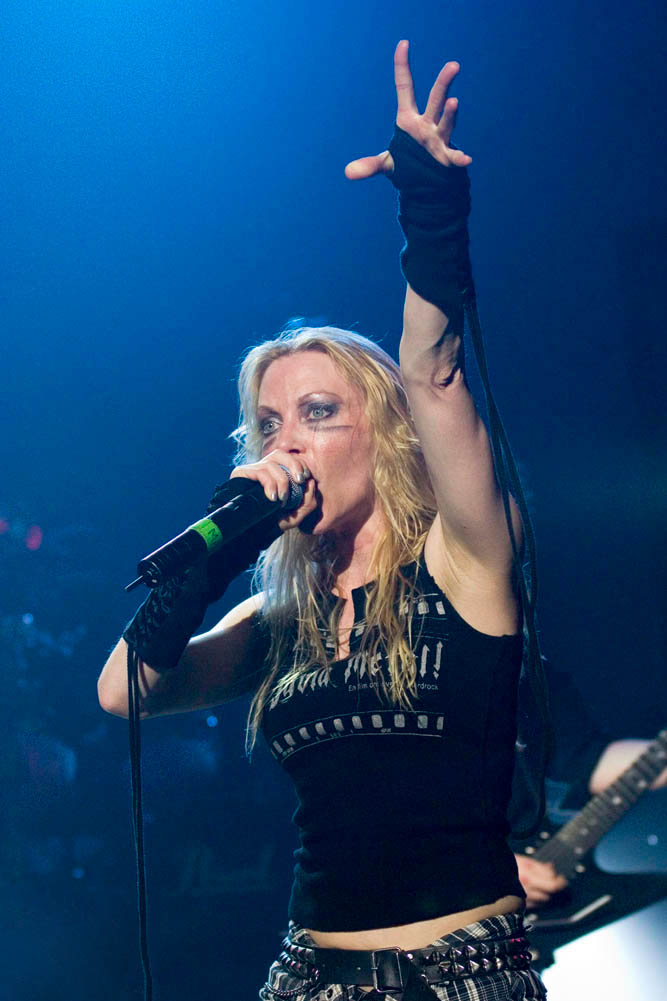
안젤라 고소우
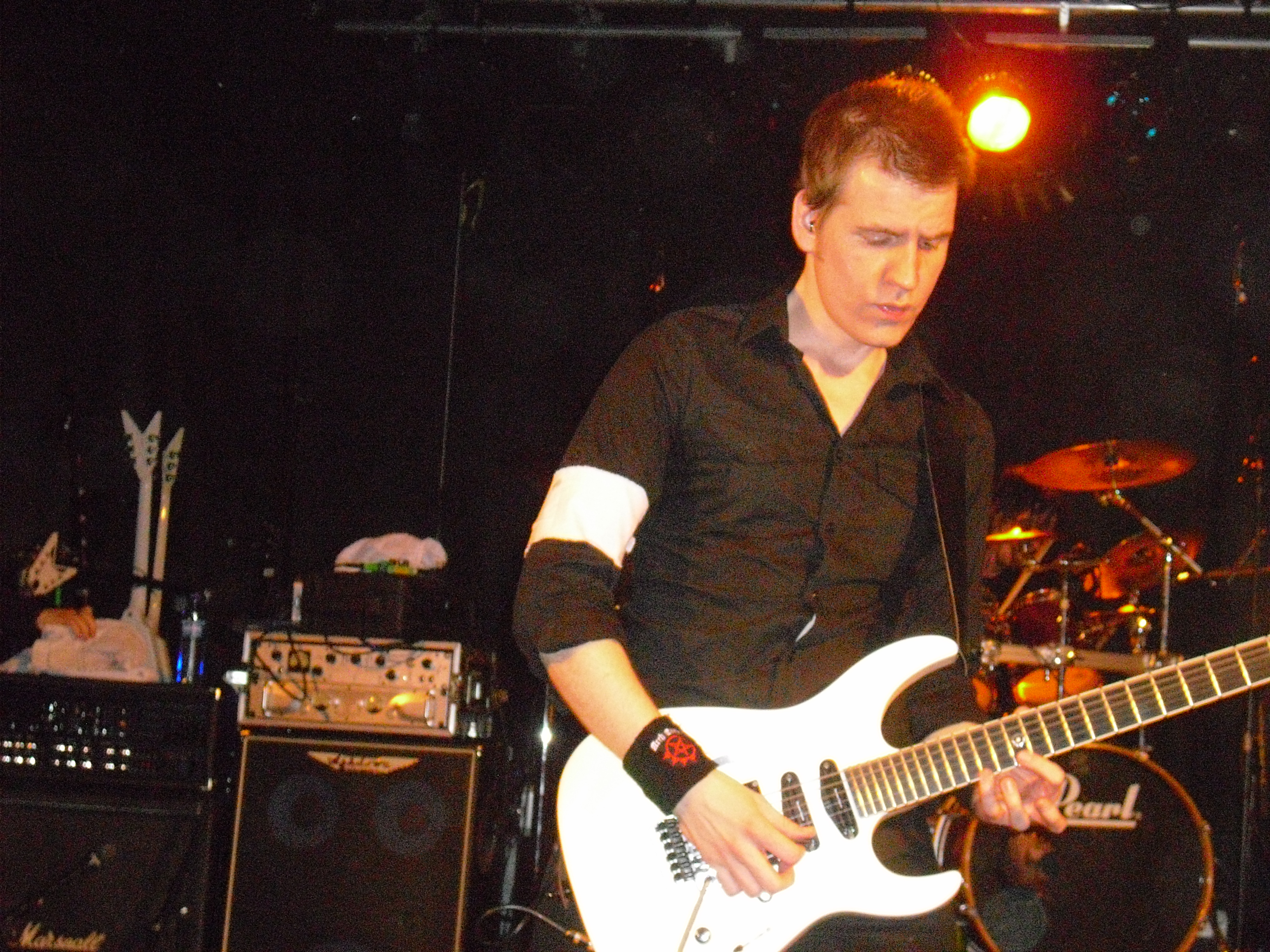
크리스토퍼 아모트
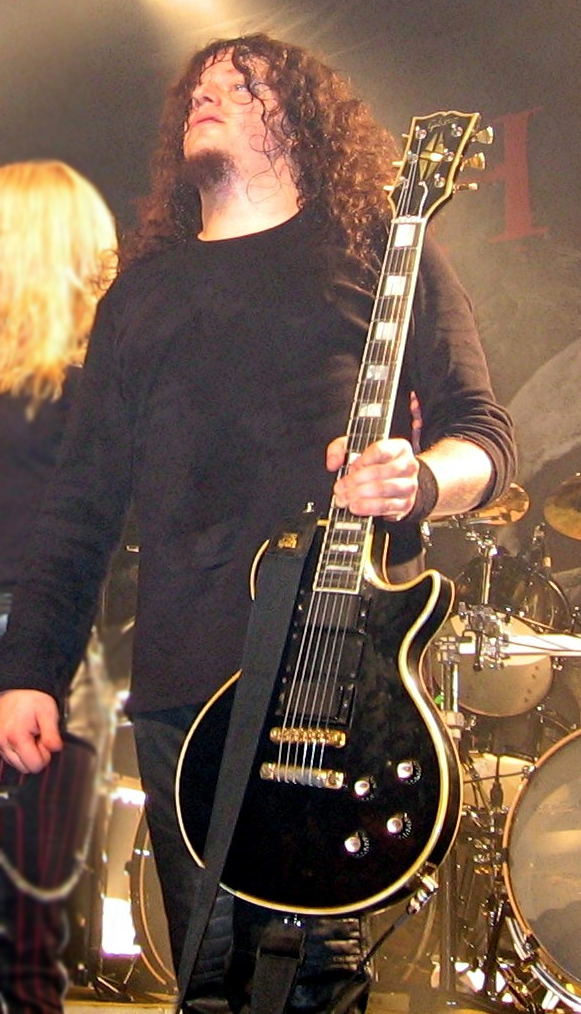
프레드릭 오케손

## 음반

### 정규 음반
- Black Earth (1996년)
- Stigmata (1998년)
- Burning Bridges (1999년)
- Wages of Sin (2001년)
- Anthems of Rebellion (2003년)
- Doomsday Machine (2005년)
- Rise of the Tyrant (2007년)
- Khaos Legions (2011년)
- War Eternal (2014년)

### 라이브 음반
- Burning Japan Live (1999년)
- Live Apocalypse (2006년)
- Tyrants of the Rising Sun (2008년)

### EP 음반
- Burning Angel (2002년)
- Dead Eyes See No Future (2004년)
- Stolen Life (Japan Tour) (2015년)

### 기타 음반
- The Root of All Evil (2009년)